# Kosa Kassari
Kosa Kassari, estonsky Sääre tirp, Kassari säär nebo Orjaku säär, je kosa na jihozápadě ostrova Kassari u vesnice Kassari, jihovýchodně u ostrova Hiiumaa v Baltském moři v kraji Hiiumaa v Estonsku.

## Další informace
Kosa Kassari je úzké kamenité zakončení (špička) poloostrova Kassari nebo se název používá také pro celý poloostrov Kassari. Špička má délku cca 2 km a je ve vyšších partiích porostlá vegetací a využívá se také pro pastviny. Nachází se zde také četné bludné balvany a souvky. Kosa je součástí přírodního parku Zátoka Käina - Kassari (Käina lahe-Kassari maastikukaitseala). Místo je celoročně volně přístupné z parkoviště a tábořiště.

## Galerie

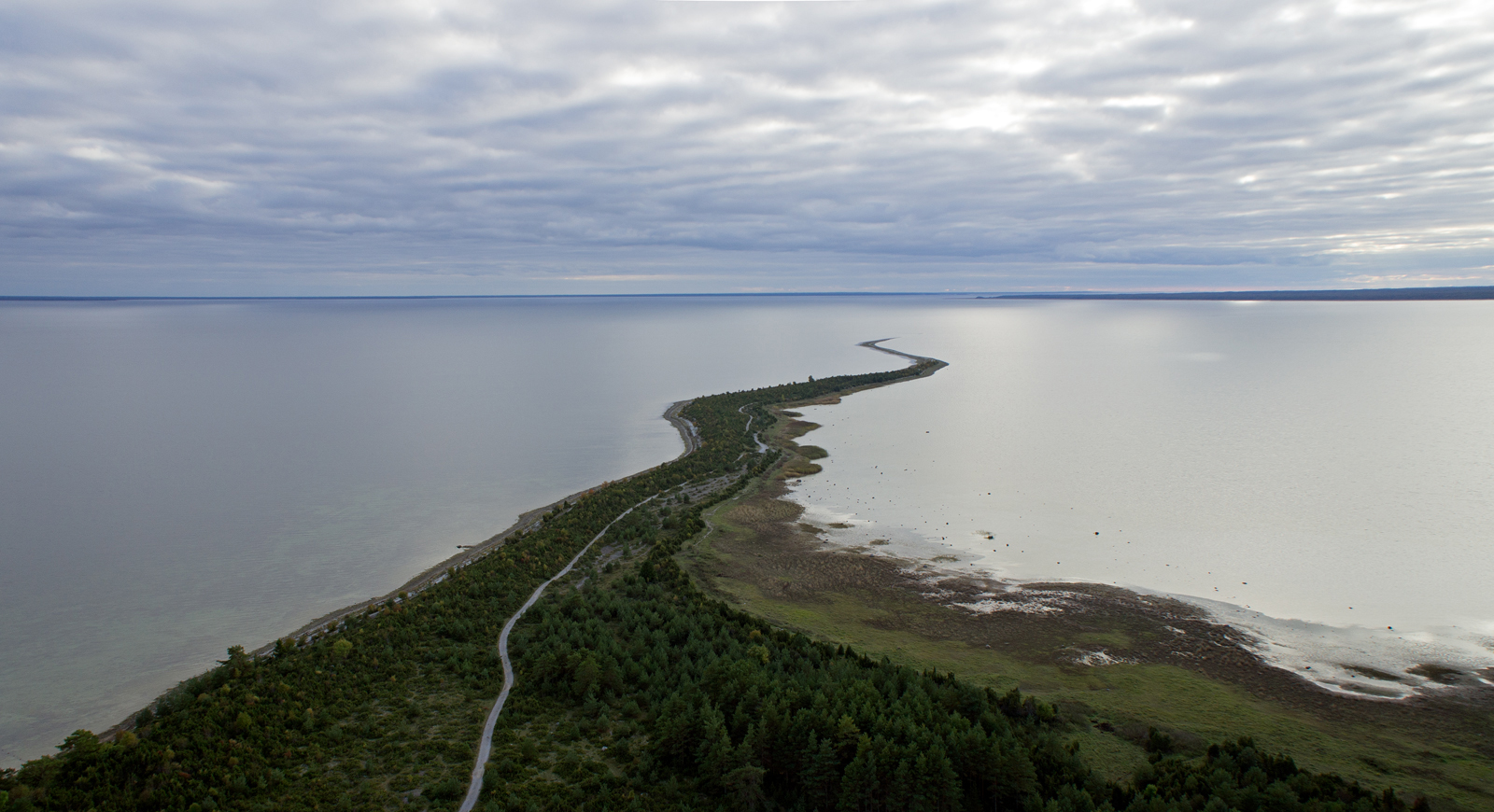
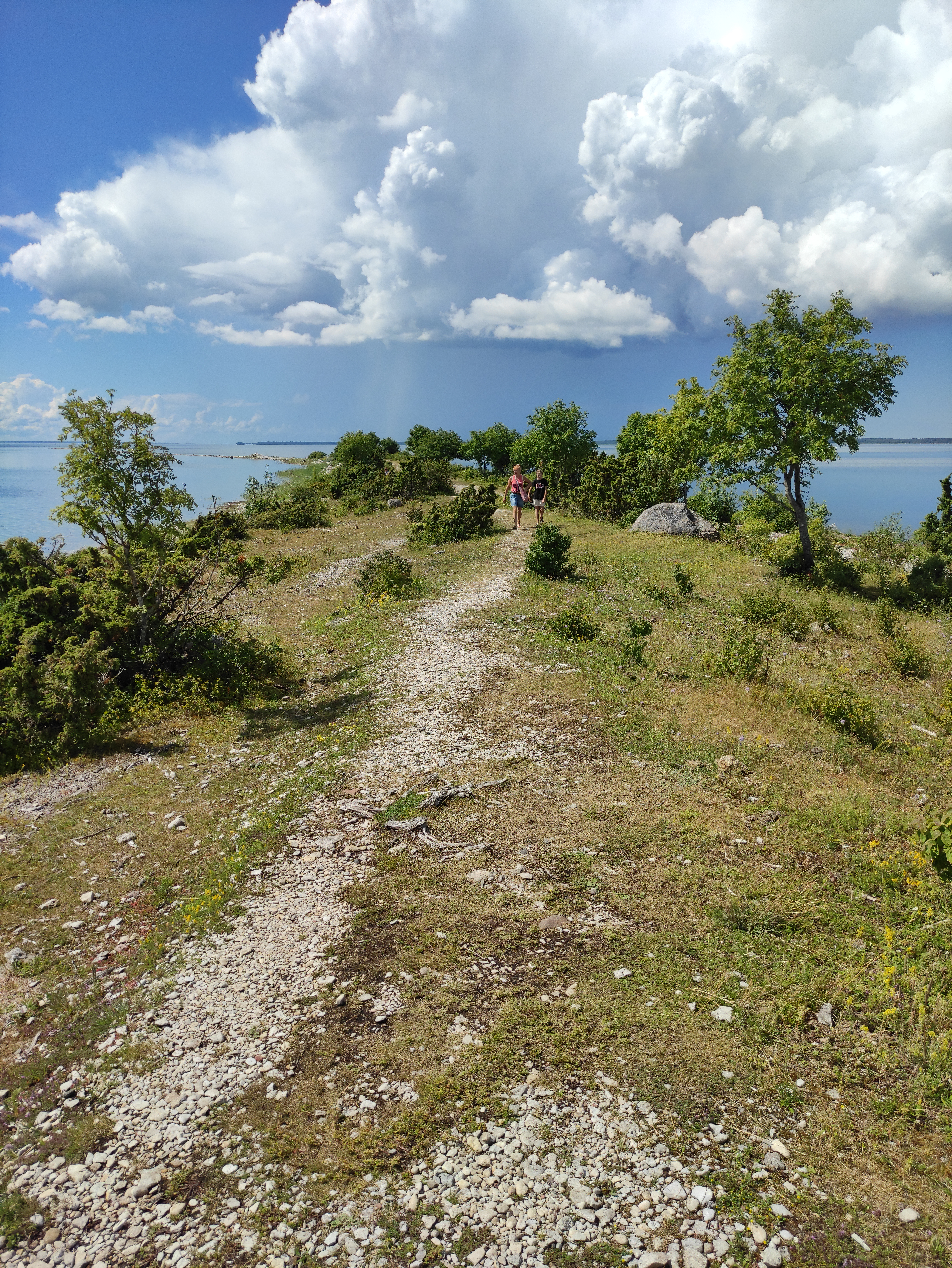
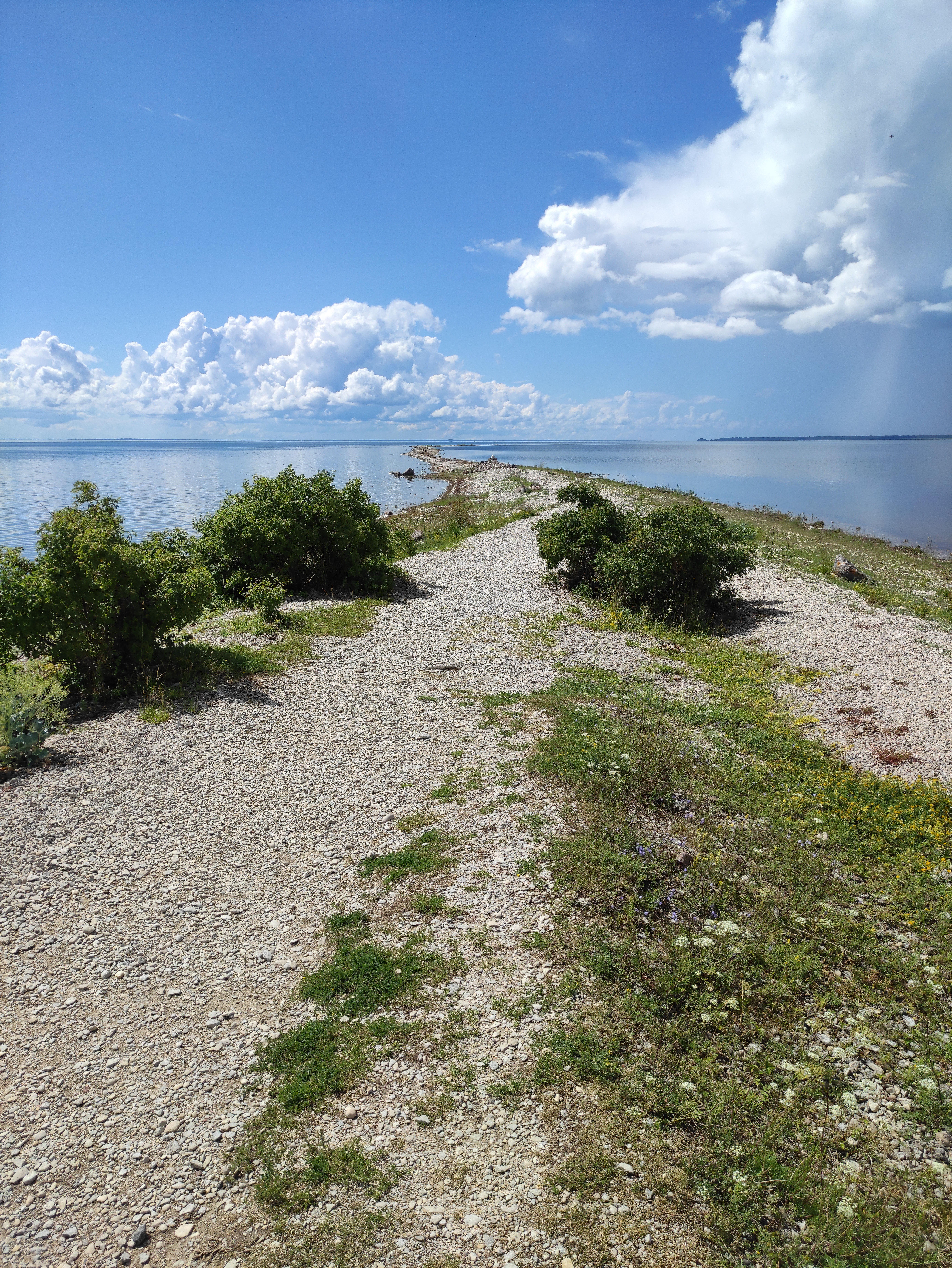
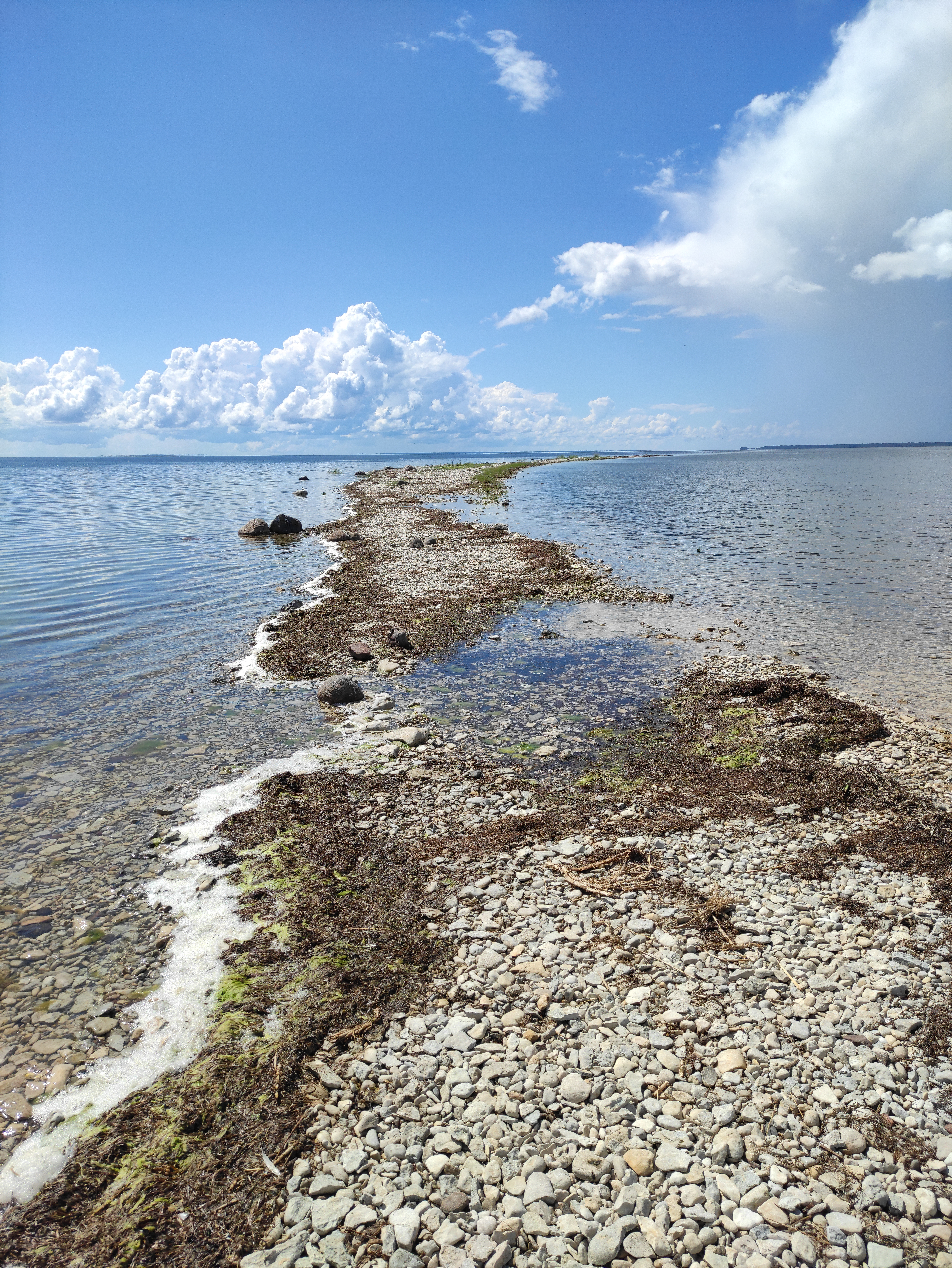
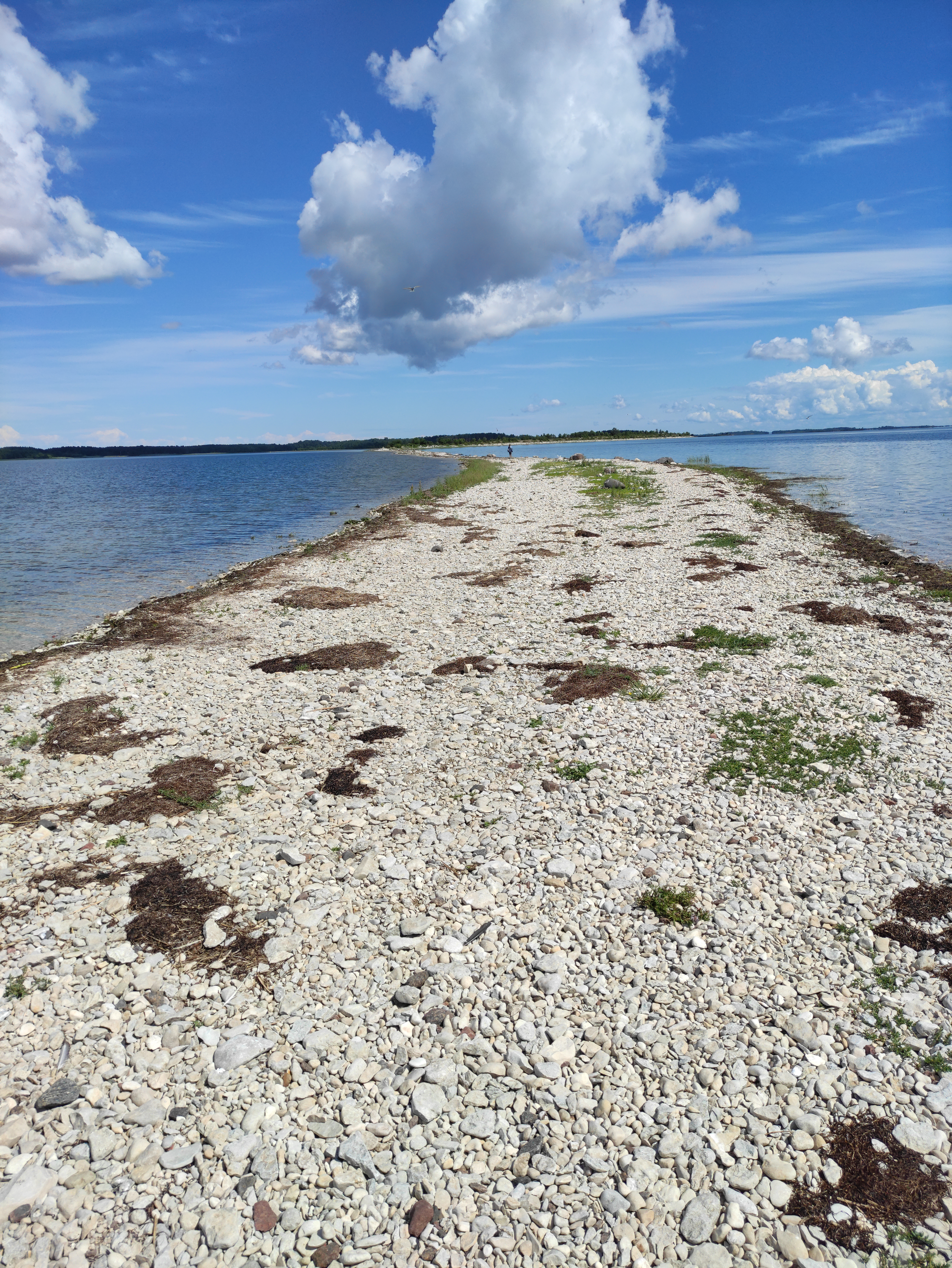
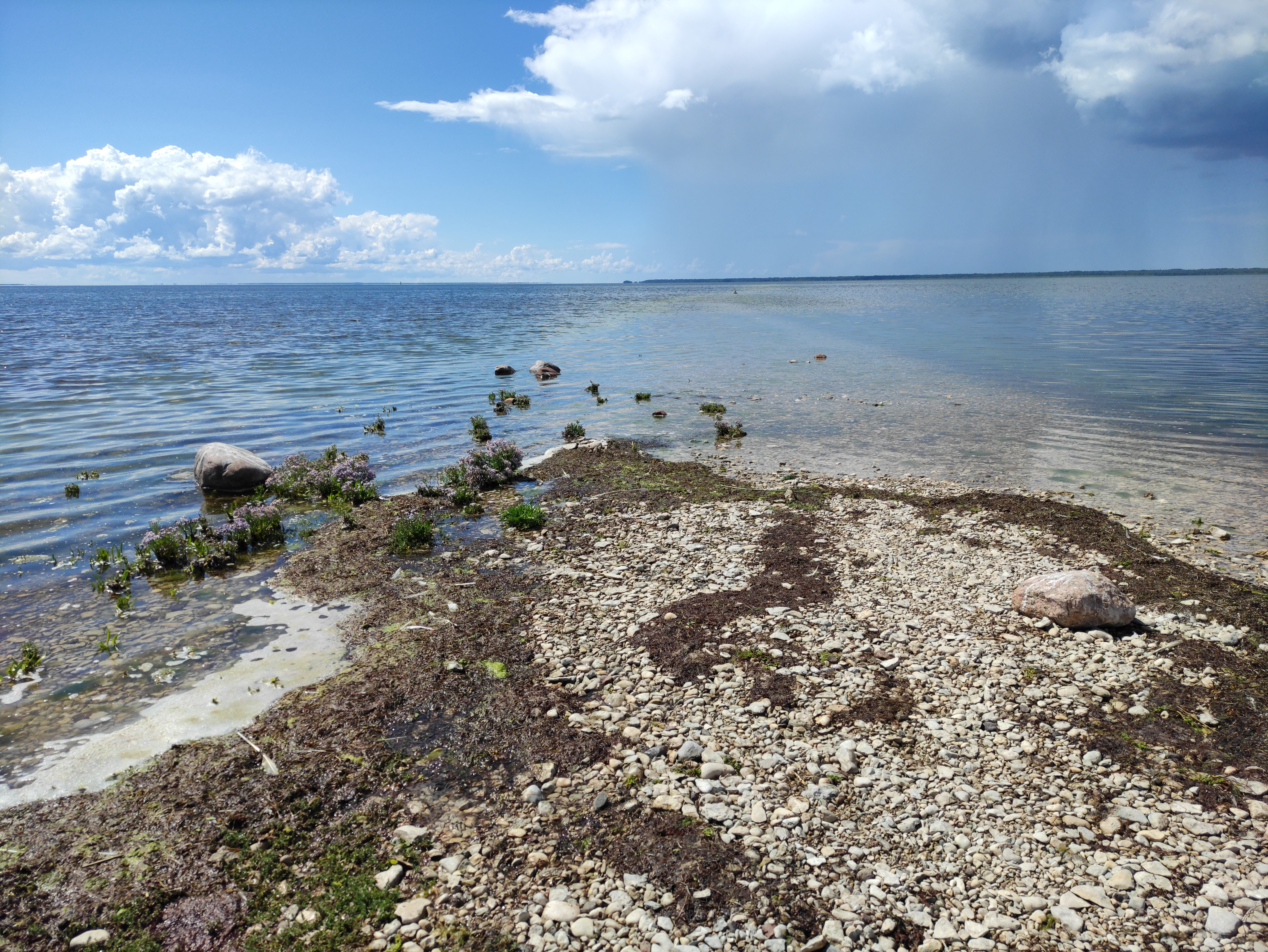
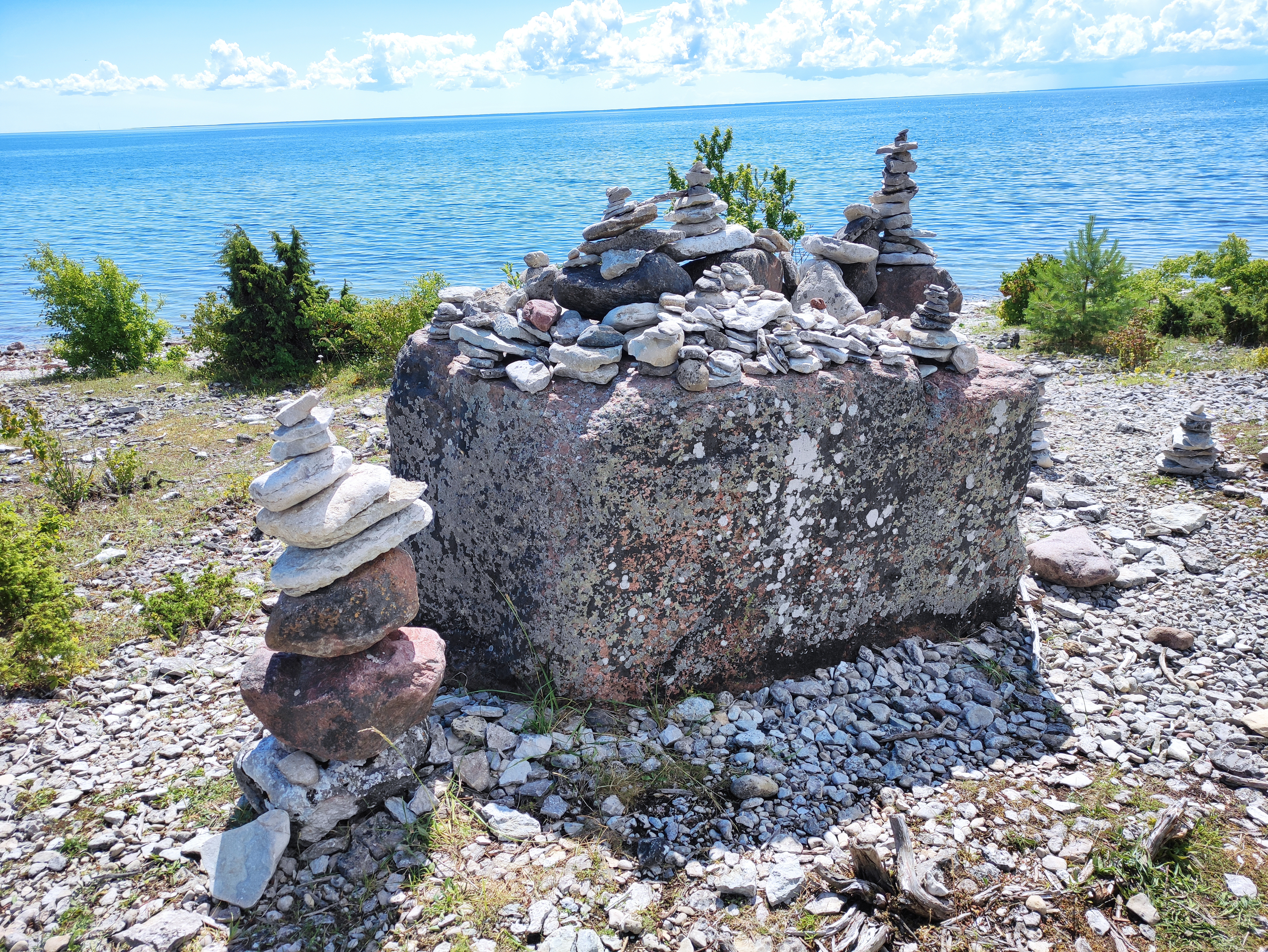
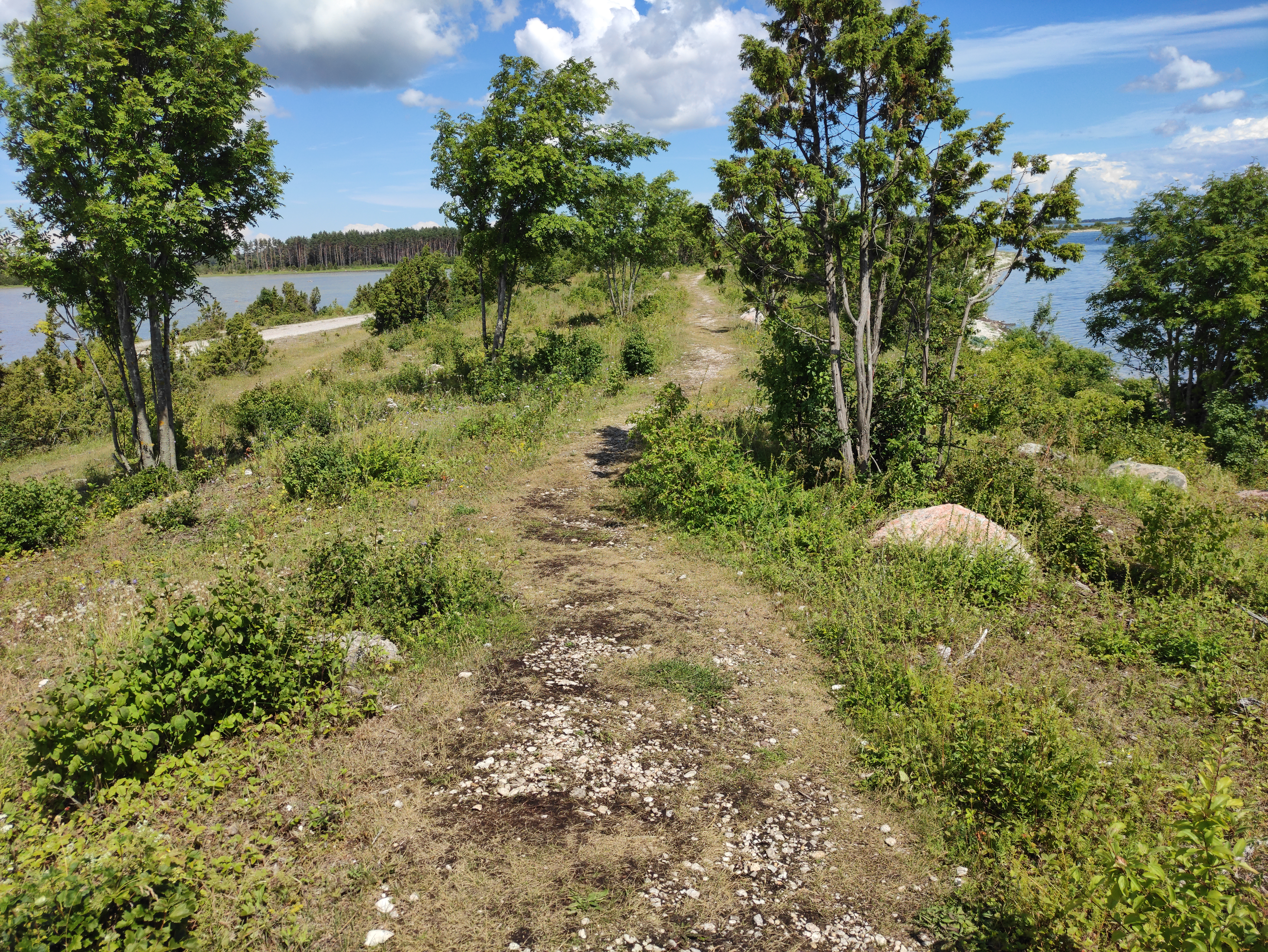

celoročně volně přístupná. 